# Lijst van gemeentelijke monumenten in Drechterland
De gemeente Drechterland heeft 55 gemeentelijke monumenten, hieronder een overzicht.

## Hem
De plaats Hem kent 10 gemeentelijke monumenten:
| Object                     | Bouwjaar | Architect | Locatie         | Coördinaten                   | Nr.        | Afbeelding        |
| -------------------------- | -------- | --------- | --------------- | ----------------------------- | ---------- | ----------------- |
| Woonboerderij              |          |           | Hemmerbuurt 18  | 52° 39' 43" NB, 5° 11' 34" OL | 0498/WN001 | Meer afbeeldingen |
| Woning                     |          |           | Hemmerbuurt 35  | 52° 39' 42" NB, 5° 11' 32" OL | 0498/WN002 | Woning            |
| Woning                     |          |           | Hemmerbuurt 125 | 52° 39' 36" NB, 5° 10' 53" OL | 0498/WN003 | Woning            |
| Woonboerderij              |          |           | Hemmerbuurt 129 | 52° 39' 34" NB, 5° 10' 50" OL | 0498/WN004 | Woonboerderij     |
| Woonboerderij              |          |           | Hemmerbuurt 205 | 52° 39' 22" NB, 5° 10' 15" OL | 0498/WN005 | Woonboerderij     |
| Woonboerderij              |          |           | Hemmerbuurt 207 | 52° 39' 21" NB, 5° 10' 12" OL | 0498/WN006 | Woonboerderij     |
| Woonboerderij “Elba Hoeve” |          |           | Hemmerbuurt 243 | 52° 39' 16" NB, 5° 10' 6" OL  | 0498/WN007 | Meer afbeeldingen |
| Woonboerderij              |          |           | Hout, De 22     | 52° 40' 28" NB, 5° 11' 32" OL | 0498/WN008 | Woonboerderij     |
| Woonboerderij              |          |           | Hout, De 50     | 52° 40' 24" NB, 5° 11' 4" OL  | 0498/WN009 | Woonboerderij     |
| Woning                     |          |           | Schoollaan 2    | 52° 39' 40" NB, 5° 10' 60" OL | 0498/WN010 | Woning            |

## Hoogkarspel
De plaats Hoogkarspel kent 3 gemeentelijke monumenten:
| Object                           | Bouwjaar | Architect | Locatie          | Coördinaten                   | Nr.        | Afbeelding  |
| -------------------------------- | -------- | --------- | ---------------- | ----------------------------- | ---------- | ----------- |
| Baarhuisje                       |          |           | Raadhuisplein 35 | 52° 41' 43" NB, 5° 10' 35" OL | 0498/HK-01 | Baarhuisje  |
| Woning                           |          |           | Streekweg 173    | 52° 41' 37" NB, 5° 10' 12" OL | 0498/WN047 | Woning      |
| Buitenverblijf Het Behouden Huys |          |           | Tuinstraat 18-20 | 52° 41' 30" NB, 5° 10' 47" OL | 0498/WN048 | Upload foto |

## Oosterblokker
De plaats Oosterblokker kent 7 gemeentelijke monumenten:
| Object                         | Bouwjaar | Architect       | Locatie              | Coördinaten                  | Nr.        | Afbeelding                     |
| ------------------------------ | -------- | --------------- | -------------------- | ---------------------------- | ---------- | ------------------------------ |
| Onderwijzerswoning             | 1928     | S.B. van Sante  | Boekert 1            | 52° 39' 50" NB, 5° 6' 24" OL | 0498/OB-01 | Onderwijzerswoning             |
| Raadhuis                       | 1925     | S.B. van Sante  | Boekert 2-2A         | 52° 39' 49" NB, 5° 6' 24" OL | 0498/OB-02 | Raadhuis                       |
| Molenaarswoning                |          |                 | Noorderdracht 61     | 52° 40' 16" NB, 5° 5' 58" OL | 0498/OB-03 | Molenaarswoning                |
| School                         | 1928     | S.B. van Sante  | Oosterblokker 2-2A   | 52° 39' 51" NB, 5° 6' 25" OL | 0498/OB-04 | School                         |
| Woning                         |          |                 | Oosterblokker 12     | 52° 39' 53" NB, 5° 6' 30" OL | 0498/OB-05 | Woning                         |
| Woning                         |          |                 | Westerblokker 9      | 52° 39' 53" NB, 5° 6' 13" OL | 0498/OB-06 | Woning                         |
| Woning                         |          |                 | Westerblokker 14     | 52° 39' 52" NB, 5° 6' 14" OL | 0498/OB-07 | Woning                         |
| Pastorie                       |          |                 | Oosterblokker 66-66A | 52° 40' 6" NB, 5° 6' 57" OL  | 0498/OB-08 | Pastorie                       |
| Onze-Lieve-Vrouw Visitatiekerk | 1846     | Theo Molkenboer | Oosterblokker 68     | 52° 40' 6" NB, 5° 6' 57" OL  | 0498/OB-09 | Onze-Lieve-Vrouw Visitatiekerk |
| Woning                         |          |                 | Oosterblokker 69     | 52° 40' 10" NB, 5° 7' 12" OL | 0498/OB-10 | Woning                         |
| Woning                         |          |                 | Oosterblokker 78     | 52° 40' 9" NB, 5° 7' 6" OL   | 0498/OB-11 | Woning                         |
| Woonboerderij                  |          |                 | Oosterblokker 99     | 52° 40' 16" NB, 5° 7' 27" OL | 0498/OB-12 | Woonboerderij                  |
| Pastorie                       |          |                 | Oosterblokker 100    | 52° 40' 12" NB, 5° 7' 15" OL | 0498/OB-13 | Pastorie                       |

## Oosterleek
De plaats Oosterleek kent 1 gemeentelijk monument:
| Object        | Bouwjaar | Architect | Locatie       | Coördinaten                   | Nr.        | Afbeelding  |
| ------------- | -------- | --------- | ------------- | ----------------------------- | ---------- | ----------- |
| Woonboerderij |          |           | Oosterleek 16 | 52° 38' 22" NB, 5° 11' 48" OL | 0498/WN012 | Upload foto |

## Schellinkhout
De plaats Schellinkhout kent 9 gemeentelijke monumenten:
| Object        | Bouwjaar | Architect | Locatie       | Coördinaten                  | Nr.        | Afbeelding    |
| ------------- | -------- | --------- | ------------- | ---------------------------- | ---------- | ------------- |
| Woonboerderij |          |           | Dorpsweg 30   | 52° 38' 43" NB, 5° 7' 22" OL | 0498/WN013 | Woonboerderij |
| Woonboerderij |          |           | Dorpsweg 46   | 52° 38' 34" NB, 5° 7' 23" OL | 0498/WN014 | Woonboerderij |
| Woonboerderij |          |           | Dorpsweg 66   | 52° 38' 23" NB, 5° 7' 22" OL | 0498/WN015 | Woonboerderij |
| Woning        |          |           | Dorpsweg 68   | 52° 38' 22" NB, 5° 7' 22" OL | 0498/WN016 | Woning        |
| Woning        |          |           | Dorpsweg 103  | 52° 38' 6" NB, 5° 7' 19" OL  | 0498/WN017 | Woning        |
| Woonboerderij |          |           | Dorpsweg 107  | 52° 38' 4" NB, 5° 7' 20" OL  | 0498/WN018 | Woonboerderij |
| Woning        |          |           | Dorpsweg 114  | 52° 38' 5" NB, 5° 7' 18" OL  | 0498/WN019 | Woning        |
| Woning        |          |           | Dorpsweg 125  | 52° 37' 56" NB, 5° 7' 29" OL | 0498/WN020 | Woning        |
| Woning        |          |           | Zuiderdijk 55 | 52° 38' 4" NB, 5° 7' 14" OL  | 0498/WN021 | Woning        |

## Venhuizen
De plaats Venhuizen kent 14 gemeentelijke monumenten:
| Object                                         | Bouwjaar | Architect | Locatie         | Coördinaten                   | Nr.        | Afbeelding                                     |
| ---------------------------------------------- | -------- | --------- | --------------- | ----------------------------- | ---------- | ---------------------------------------------- |
| Woning “Laboremus”                             |          |           | Buurt, De 25-27 | 52° 40' 38" NB, 5° 13' 42" OL | 0498/WN022 | Upload foto                                    |
| Woning                                         |          |           | Buurt, De 43    | 52° 40' 36" NB, 5° 13' 31" OL | 0498/WN023 | Woning                                         |
| Woonboerderij                                  |          |           | Buurt, De 48    | 52° 40' 38" NB, 5° 13' 39" OL | 0498/WN024 | Woonboerderij                                  |
| Woonboerderij                                  |          |           | Buurt, De 69    | 52° 40' 35" NB, 5° 13' 20" OL | 0498/WN025 | Woonboerderij                                  |
| Woning                                         |          |           | Buurt, De 81    | 52° 40' 35" NB, 5° 13' 15" OL | 0498/WN046 | Meer afbeeldingen                              |
| Woning                                         |          |           | Buurt, De 94    | 52° 40' 35" NB, 5° 13' 9" OL  | 0498/WN026 | Woning                                         |
| Woning                                         |          |           | Buurt, De 104   | 52° 40' 35" NB, 5° 13' 5" OL  | 0498/WN027 | Woning                                         |
| Woning/smederij                                |          |           | Kerkweg 50      | 52° 40' 12" NB, 5° 12' 55" OL | 0498/WN028 | Upload foto                                    |
| Woonboerderij                                  |          |           | Oostergouw 3    | 52° 40' 42" NB, 5° 14' 31" OL | 0498/WN029 | Woonboerderij                                  |
| Woonboerderij, gesloopt in begin december 2020 |          |           | Oostergouw 5    | 52° 40' 42" NB, 5° 14' 29" OL | 0498/WN030 | Woonboerderij, gesloopt in begin december 2020 |
| Woonboerderij                                  |          |           | Oostergouw 52   | 52° 40' 40" NB, 5° 14' 3" OL  | 0498/WN031 | Woonboerderij                                  |
| Klooster                                       |          |           | Westeinde 8     | 52° 39' 45" NB, 5° 11' 56" OL | 0498/WN032 | Klooster                                       |
| Woonboerderij                                  |          |           | Westerbuurt 36  | 52° 40' 33" NB, 5° 12' 28" OL | 0498/WN033 | Woonboerderij                                  |
| Gemaal                                         |          |           | Zuiderdijk 1a   | 52° 41' 5" NB, 5° 14' 42" OL  | 0498/WN034 | Gemaal                                         |

## Wijdenes
De plaats Wijdenes kent 11 gemeentelijke monumenten:
| Object        | Bouwjaar | Architect | Locatie          | Coördinaten                  | Nr.        | Afbeelding    |
| ------------- | -------- | --------- | ---------------- | ---------------------------- | ---------- | ------------- |
| Woning        |          |           | Kerkbuurt 26     | 52° 38' 22" NB, 5° 9' 31" OL | 0498/WN035 | Upload foto   |
| Pastorie      | 1872     |           | Kerkbuurt 59     | 52° 38' 9" NB, 5° 9' 28" OL  | 0498/WN036 | Pastorie      |
| Woning        | 1850     |           | Kerkbuurt 63     | 52° 38' 8" NB, 5° 9' 27" OL  | 0498/WN037 | Woning        |
| Woning        |          |           | Kerkbuurt 68     | 52° 38' 8" NB, 5° 9' 26" OL  | 0498/WN038 | Upload foto   |
| Station       | 1903     |           | Molenweg 5       | 52° 38' 29" NB, 5° 10' 3" OL | 0498/WN039 | Station       |
| Woonboerderij | 1862     |           | Noorderuitweg 53 | 52° 38' 34" NB, 5° 9' 36" OL | 0498/WN040 | Upload foto   |
| Woning        | 1920     |           | Zuideruitweg 6   | 52° 38' 3" NB, 5° 9' 26" OL  | 0498/WN041 | Woning        |
| Woonboerderij | 1850     |           | Zuideruitweg 29  | 52° 37' 50" NB, 5° 9' 27" OL | 0498/WN042 | Woonboerderij |
| Woonboerderij |          |           | Zuideruitweg 32  | 52° 37' 55" NB, 5° 9' 26" OL | 0498/WN043 | Woonboerderij |
| Woonboerderij | 1775     |           | Zuideruitweg 41  | 52° 37' 40" NB, 5° 9' 23" OL | 0498/WN044 | Woonboerderij |
| Woonboerderij |          |           | Zuideruitweg 42  | 52° 37' 50" NB, 5° 9' 26" OL | 0498/WN045 | Woonboerderij |